# 서부넓적코박쥐
서부넓적코박쥐(Platyrrhinus nitelinea)는 주걱박쥐과(신세계잎코박쥐과)에 속하는 남아메리카 박쥐의 일종이다.

## 특징
중간 크기의 박쥐로 전체 몸길이는 84~90mm, 전완장은 56.8~58.4mm이다. 발 길이는 14~17mm, 귀 길이는 22~23mm이다.

## 분포
콜롬비아 초코 주와 나리뇨 주, 바예델카우카 주와 에콰도르 서부 엘오로 주, 과야스 주에서 발견된다.